# Sofia Muratova
Sofia Muratova (în rusă Софья Муратова; n. 13 iulie 1929, Leningrad, RSFS Rusă, URSS – d. 27 septembrie 2006, Moscova, Rusia) a fost o gimnastă artistică ce a reprezentat Uniunea Republicilor Sovietice Socialiste, medaliată olimpică. A participat la 2 ediții ale Jocurilor Olimpice (1956, 1960) în care a câștigat două medalii de aur, două medalii de argint și 4 medalii de bronz.